# Nakajima B6N
Il Nakajima B6N Tenzan (中島 B6N 天山? "Montagna celestiale", nome in codice alleato: Jill) era un monoplano prodotto dall'azienda giapponese Nakajima Hikōki KK nei primi anni quaranta.
Impiegato nella Dai-Nippon Teikoku Kaigun Kōkū Hombu il B6N era l'aerosilurante standard della Marina imperiale giapponese negli anni finali della seconda guerra mondiale. Fu uno sviluppo del Nakajima B5N e lo rimpiazzò in servizio. Sebbene fosse un efficiente aerosilurante nel momento in cui raggiunse il servizio la United States Navy aveva ottenuto la supremazia aerea nel teatro del Pacifico e non ebbe mai la possibilità di dimostrare le sue complete capacità.

## Storia

### Sviluppo
Le debolezze del B5N erano già evidenti all'inizio della seconda guerra sino-giapponese e la marina oltre ad aggiornarli si mise alla ricerca di un rimpiazzo. Nel 1939 emise una specifica alla Nakajima per un aereo che portasse lo stesso carico bellico del B5N, ma che fosse più veloce e con una maggiore autonomia. Il progetto era vincolato al fatto che doveva essere compatibile con gli elevatori dei ponti di volo delle portaerei esistenti, che erano già a stretta misura del B5N. Quest'ultima restrizione fu il motivo della forma caratteristica della deriva di coda del B6N con i suoi timoni di profondità inclinati in avanti.
Diversamente dai suoi predecessori lo sviluppo fu lungo ed afflitto da problemi, inclusa una seria instabilità mostrata dai prototipi dopo l'inizio delle prove di volo all'inizio del 1941, problemi ai motori e problemi associati con il decollo e l'atterraggio su portaerei. Rettificare questi problemi significò un ritardo di due anni sull'entrata in servizio effettivo. Ed anche dopo la loro risoluzione il suo peso gli permetteva di operare solo dalle portaerei di dimensioni maggiori della flotta.
La prima versione avviata alla produzione in serie, identificata come B6N1, si dimostrò inefficace in combattimento. Durante la battaglia del Mare delle Filippine i velivoli statunitensi riuscirono ad ottenere la supremazia aerea ed il modello giapponese non riuscì ad infliggere alcun danno significativo, soffrendo pesanti perdite a causa dei nuovi caccia Grumman F6F Hellcat della United States Navy. L'inferiorità tecnica dimostrata dal B6N1 costrinse lo stato maggiore della Marina imperiale ad ordinare una serie di modifiche al progetto, principalmente basate su una nuova motorizzazione, che si concretizzò nella versione B6N2.
A questo punto piccoli miglioramenti nelle prestazioni del B6N erano l'ultimo dei problemi della Marina giapponese. Quando il nuovo modello divenne disponibile a metà del 1944 aveva ormai perso la maggior parte delle sue portaerei più grosse ed i piloti esperti stavano diventando sempre più scarsi. La grande maggioranza delle operazioni del B6N2 ebbe quindi origine da basi terrestri e non riuscì ad ottenere nessun grande successo. Vennero usati estensivamente nella battaglia di Okinawa, dove vennero usati anche per la prima volta in missioni kamikaze.
Poiché la priorità della marina stava diventando la difesa delle isole patrie venne prodotta una versione finale per l'uso solo da basi terrestri, sacrificando la sua capacità di operare da portaerei in cambio di un lieve aumento di prestazioni grazie ai risparmi sul peso. Due prototipi di B6N3 vennero completati ma il Giappone si arrese prima che questa variante potesse essere messa in produzione.
Vennero prodotti un totale di 1 268 esemplari di B6N, dei quali la quasi totalità era rappresentata dalla versione B6N2.

## Versioni
B6N1
prima versione avviata alla produzione in serie.
B6N2
versione di grande serie caratterizzata da numerosi miglioramenti. Nella sottoversione Model 12A l'armamento di coda è sostituito da una Type 2 da 13 mm.
B6N3
ulteriore sviluppo non giunto alla produzione di serie realizzato in due esemplari.

## Utilizzatori
Giappone
- Dai-Nippon Teikoku Kaigun Kōkū Hombu

## Esemplari attualmente esistenti
Al 2004 era solamente uno l'esemplare giunto ai giorni nostri esposto presso il National Air and Space Museum a Washington.